# Ateroesclerosis
La ateroesclerosis es un síndrome caracterizado por el depósito e infiltración de sustancias lipídicas en la capa íntima de las paredes de las arterias de mediano y grueso calibre. Es la forma más común de arteriosclerosis.
Provoca una reacción inflamatoria y la multiplicación y migración de las células musculares lisas de la pared, que van produciendo estrechamientos de la luz arterial. Los engrosamientos concretos son denominados placa de ateroma.
Las manifestaciones de la ateroesclerosis pueden ser muy diversas, entre ellas enfermedad coronaria, insuficiencia cardíaca, accidente cerebrovascular e hipertensión arterial.

## Etimología y ortografía
El término ateroesclerosis proviene de los palabras griegas ἀθήρα athéra (‘engrudo’) y σκληρός sklerós (‘duro’). No proviene de ἀρτηρία artería (‘arteria’).
La Real Academia Española, en su Diccionario panhispánico de dudas, prefiere aterosclerosis en vez de ateroesclerosis («algo menos frecuente»). En cambio, como adjetivo propone únicamente ateroesclerótico. Sin embargo, en el idioma español hay una norma usual: cuando a una palabra que comienza por s líquida se le antepone un prefijo terminado en vocal, suele añadirse una e intermedia.

## Aspectos generales
La aterosclerosis tiende a localizarse en las arterias que dan riego al corazón (arterias coronarias), encéfalo (arterias carótida, arterias vertebrales y arterias cerebrales) y las extremidades inferiores (arterias iliacas y arterias femorales). Los síntomas que provoca dependen principalmente de las arterias afectadas. Cuando se obstruyen las arterias coronarias se produce cardiopatía isquémica, infarto agudo de miocardio o muerte súbita. En caso de que se afecten las arterias que dan riego al encéfalo puede producirse un accidente cerebrovascular agudo o un accidente isquémico transitorio, la repetición de los cuales conduce a demencia multiinfarto. La afectación de las arterias que aportan la sangre a los miembros inferiores provoca claudicación intermitente o isquemia aguda de los miembros inferiores. Los síntomas pueden ser crónicos y prolongarse mucho en el tiempo o tener un comienzo brusco por estenosis brusca de la luz arterial debida a rotura de la placa y la formación de un trombo.

## Placas de ateroma
Las placas de ateroma o ateromas son lesiones focales que se inician en la capa íntima de una arteria.

### Morfología
Presentan un núcleo central blando, grumoso y amarillento, formado por lípidos (colesterol y sus ésteres), cubierto por una capa fibrosa. Normalmente sólo se presentan ocupando una parte de la circunferencia de la pared arterial, en forma de parches, variables a lo largo del vaso. Inicialmente esparcidos, pero aumentan en número a medida que la enfermedad avanza.
En los casos avanzados, se observa un proceso de calcificación de las placas que aumenta el riesgo de cambio agudo en la placa. Se puede producir la ruptura de la placa, su ulceración o erosión, lo que puede generar la aparición de un trombo que provoca la una carencia de aporte sanguíneo en la zona irrigada por la arteria (isquemia), que puede ser mortal si el bloqueo tiene lugar en una arteria coronaria o en una arteria cerebral. En ocasiones se produce una hemorragia en el interior de la placa que puede dar lugar a un hematoma y favorecer la ruptura de la placa.
Los procesos clave de la ateroesclerosis son el engrosamiento de la íntima y la acumulación de lípidos.

### Localización
Las placas de ateroma se presentan fundamentalmente en las grandes arterias, en zonas de flujo sanguíneo turbulento, sobre todo en la aorta abdominal y la aorta torácica, en los orificios de origen (ostium) de las ramas arteriales mayores, las arterias coronarias, las carótidas internas, los vasos del polígono de Willis (un conjunto de arterias que suministran sangre al cerebro). En el mismo individuo suelen coexistir varias lesiones en diferentes estadios de evolución.

## Factores de riesgo
Esta enfermedad es la principal causa de muerte en las sociedades occidentales o del primer mundo, como Norteamérica, Europa o Australia, asociada a un estilo de vida poco saludable. Los factores de riesgo para el desarrollo de ateroesclerosis se pueden agrupar en dos categorías, según la posibilidad de actuar sobre ellos.

### No modificables
- Edad. La edad tiene una influencia dominante. Las tasas de fallecimiento por enfermedades isquémicas cardíacas (por ejemplo, infarto de miocardio) aumentan a lo largo de la vida, incluso a edad avanzada. La ateroesclerosis no es evidente normalmente hasta la mitad de la vida o después, cuando las lesiones arteriales provocan daños en los órganos. Entre los 40 y los 60 años la incidencia de infarto de miocardio se multiplica por cinco.
- Sexo masculino. En los varones el riesgo relativo de enfermedad arteriosclerótica es más alto que en las mujeres. Además la enfermedad es de inicio más precoz y de mayor gravedad.[5]
- Antecedentes familiares y alteraciones genéticas. La predisposición familiar a ateroesclerosis y enfermedades isquémicas cardiacas está bien definida y es probablemente poligénica (es decir, intervienen varios genes). Normalmente, la propensión genética está asociada a otros factores de riesgo, como la hipertensión o la diabetes, y con menos frecuencia a alteraciones en el metabolismo de las lipoproteínas, que producen altos niveles lipídicos en sangre, como ocurre en la hipercolesterolemia familiar.

### Modificables
- Hiperlipidemia o aumento del nivel de lípidos en la sangre. Es el mayor factor de riesgo para la ateroesclerosis. Los niveles altos de colesterol en sangre se asocian a mayor enfermedad cardiovascular. Las lipoproteínas de baja densidad (LDL) son el principal medio de transporte del colesterol. Los niveles altos de LDL tienen una relación muy clara con la aterioesclerosis y sus complicaciones, entre ellas el infarto agudo de miocardio,  por este motivo al colesterol transportado por las LDL se le suele llamar colesterol malo. Sin embargo, las lipoproteínas de alta densidad o HDL también transportan colesterol, aunque en menor grado, y  protegen de la ateroesclerosis, pues retiran el colesterol de los tejidos para llevarlo al hígado, donde se excreta con la bilis, por ello al colesterol transportado por las HDL se le llama  colesterol bueno. Cuanto más alto es el nivel de HDL, menor es el riesgo de enfermedad cardiovascular.[6] Una dieta rica en colesterol y ácidos grasos saturados (presentes en las grasas animales y mantequilla) aumenta los niveles de LDL; los ácidos grasos de tipo omega-3, abundantes en los aceites de pescado, son probablemente beneficiosos, mientras que grasas transaturadas producidas por hidrogenación artificial de aceites vegetales pueden afectar negativamente los niveles de colesterol.[7][8][9]
- Hipertensión arterial (HTA), uno de los principales factores de riesgo a cualquier edad, responsable por sí solo de un incremento del 60 % de riesgo de enfermedad cardiovascular. La HTA es la causa principal de hipertrofia ventricular, relacionada con el fallo cardíaco. Hombres entre 45 y 62 años cuya presión arterial (Pa) está por encima de 169/95 mmHg tienen cinco veces más riesgo de accidente cardiovascular que aquellos con una Pa de 140/90 mmHg o menor. Tanto un aumento de la presión sistólica como de la diastólica son importantes en el incremento de riesgo. Los tratamientos antihipertensivos reducen la incidencia de enfermedades relacionadas con la ateroesclerosis, entre ellas el accidente cerebro vascular.
- Tabaquismo. Las sustancias tóxicas que contiene el tabaco como la nicotina tienen un efecto tóxico directo sobre la pared de las arterias, provocando una respuesta inflamatoria. Fumar un paquete de cigarrillos o más al día dobla la tasa de fallecimiento por enfermedad cardiovascular. Dejar de fumar disminuye el riesgo de forma significativa.
- Diabetes mellitus. La diabetes induce hipercolesterolemia, y un aumento de la predisposición a la ateroesclerosis. La incidencia de infarto de miocardio es el doble en los diabéticos, y se observa un aumento de 100 veces en la frecuencia de gangrena de las extremidades inferiores inducida por la ateroesclerosis.
- Obesidad. Existe una relación lineal entre la mortalidad por todas las causas y la obesidad. La probabilidad de desarrollar enfermedad ateroesclerótica en las personas obesas es más alta, tanto si se considera el índice de masa corporal como la circunferencia de cintura. La mortalidad por todas las causas es menor cuando el índice de masa corporal se encuentra entre 20 y 25.[10]

#### Otros factores
Los factores antes citados son responsables del 80 % de las enfermedades cardiovasculares. El resto se atribuye a otros factores menores:
- Inflamación. La inflamación es un factor de gran importancia en el inicio y desarrollo de la aterioesclerosis. En diferentes estudios se ha comprobado que existe una clara relación entre los niveles en sangre de marcadores de inflamación como la proteína C reactiva (PCR) y la progresión y aparición de complicaciónes de aterosclerósis, entre ellas el infarto cerebral. Se sabe además que la existencia de factores de riesgo cardiovascular acaban por desencadenar una respuesta inflamatoria crónica en la pared de los vasos sanguínos arteriales. Por otra parte los vasos con placas de aterosclerósis presentan infiltración por células inflamatorios como monocitos, linfocitos T y macrófagos.[11]
- Homocisteinemia. Muchos estudios clínicos muestran una fuerte asociación entre los niveles séricos de homocisteína y enfermedad cardiovascular, derrame cerebral y trombosis venosa. Una disminución en la ingestión de folato y vitamina B12 puede producir niveles elevados de homocisteína en sangre, aunque no está claro si el aumento de la ingestión de folato y vitamina B12 disminuye el riesgo cardiovascular. La homocistinuria es una enfermedad genética rara que cursa con elevados niveles séricos de homocisteína en recién nacidos y enfermedad vascular prematura.
- Síndrome metabólico, caracterizado por un conjunto de anormalidades asociadas con la resistencia a la insulina. Además de intolerancia a la glucosa, los pacientes presentan hipertensión y obesidad. En conjunto, se induce hiperlipidemia, que genera daño endotelial.
- Lipoproteína(a), una forma alterada de LDL que contiene un fragmento de la apolipoproteína B-100 de la LDL unida a la apolipoproteína A. Los niveles de lipoproteína (a) están asociados con riesgo coronario y cerebrovascular, independientemente de los niveles totales de colesterol o LDL.
- Factores que afectan la hemostasis. Algunos marcadores de la función hemostática o fibrinolítica (como un nivel elevado de inhibidor del activador del plasminógeno) son predictivos de sucesos ateroescleróticos mayores, como infarto de miocardio o derrame cerebral. La trombina, tanto como procoagulante como proinflamatorio, y los factores derivados de plaquetas, son contribuyentes fundamentales de la patología vascular.
- Vida sedentaria. El sedentarismo es un factores de riesgo para diferentes enfermedades del sistema cardiovascular relacionadas con la ateroesclerosis. La práctica de actividad física, moderada o vigorosa, durante 150 minutos a la semana es un factor protector frente a eventos cardiovasculares, incluyendo enfermedad de las arterias coronarias y sus complicaciones.[12]
- Estrés, asociado a un estilo de vida competitivo (personalidad "tipo A").
- Infección por Chlamydia pneumoniae. Se ha propuesto la relación entre infección por Chlamydia pneumoniae y el desarrollo de ateroesclerosis, sin embargo aunque algunos estudios muestran asociación estadística, no se ha probado de manera fehaciente la relación etiológica entre ambas. Existe la posibilidad de que el microorganismo colonice secundariamente la lesión ateromatosa pero no sea una de sus causas.[13]
- Periodontitis. La enfermedad periodontal es un proceso inflamatorio causado por bacterias que afecta a los tejidos que rodean las piezas dentales, tiende a cronificarse y provocar la pérdida del ligamento periodontal. Se ha propuesto la conexión entre periodontitis y ateroesclerosis basándose en los resultados de diferentes estudios. No obstante muchos autores consideran que no existe asociación causal y la relación se debe a que se superponen los factores de riesgo de los dos procesos y por lo tanto existe una tendencia a que la periodontitis y la enfermedad vascular por aterioesclerosis evolucionen paralelamente.[14]

## Patogenia
La ateroesclerosis es un proceso inflamatorio crónico en la pared de las grandes arterias que ocurre en respuesta a una agresión sobre el endotelio. El desarrollo de este proceso tiene lugar fundamentalmente en la capa íntima arterial donde se desarrolla la placa de ateroma. Los agresores pueden ser uno o varios factores en un mismo individuo: tabaco, hipertensión arterial, diabetes mellitus, hiper-homocisteinemia, lipoproteínas, ácidos grasos libres o ciertas infecciones (Helicobacter pylori, Chlamydia pneumoniae).
La placa de ateroma tiene su origen en la placa lipídica que se observa ya al nacimiento en las grandes arterias y se transforma con el transcurso del tiempo en la placa de ateroma, que inicialmente no provoca síntomas, pero que suele manifestarse por las enfermedades del síndrome ateroescleroso cuando se asocian los factores de riesgo de la ateroesclerosis.
El colesterol (LDL) se deposita dentro de las placas de ateroma cuando las concentraciones de las liproproteínas de baja densidad o LDL son altas. Las células de la pared arterial interpretan este depósito como una invasión y excitan al sistema inmune que provoca una inflamación. Las células inmunitarias excitadas son los monocitos circulantes que penetran en la pared de la arteria, se transforman en macrófagos y comienzan a fagocitar partículas LDL, convirtiéndose en células espumosas. La inflamación forma también una cápsula de tejido fibroso entre la placa de ateroma y la arteria. Conforme avanza la placa de ateroma, se produce un estrechamiento o estenosis de la arteria, inicialmente parcial, hasta evolucionar a una completa obstrucción. Además la placa de ateroma es frágil y puede romperse, sangrar y formar un trombo o desprenderse de la pared de la arteria y provocar una embolia. 
De forma esquemática, los elementos centrales de la patogénesis de la ateroesclerosis son los siguientes:
1. Daño crónico del endotelio, que se produce habitualmente de forma sutil y progresiva, hasta terminar con la disfunción del mismo, lo que genera un aumento de la permeabilidad, la adhesión de los leucocitos circulantes (inicialmente monocitos) y aparición de un potencial trombogénico.
2. Acumulación de lipoproteínas, fundamentalmente LDL, con alto contenido en colesterol, en la pared del vaso sanguíneo afectado (generalmente, en la capa íntima de una gran arteria).
3. Modificación de las lipoproteínas acumuladas en la lesión por oxidación.
4. Adhesión de los monocitos sanguíneos (y otros leucocitos) al endotelio, seguido por su migración hacia la íntima y su transformación en macrófagos y en células espumosas.
5. Adhesión de las plaquetas.
6. Liberación de factores por las plaquetas activadas, los macrófagos o las células vasculares, que causan la migración de las células musculares lisas de la capa media de la arteria hacia la capa íntima.
7. Proliferación de las células musculares lisas en la íntima; estas células se modifican y elaboran componentes de la matriz extracelular, como colágeno y proteoglicanos, que se acumulan en la íntima, generando la cubierta fibrosa de la placa de ateroma.
8. Aumento en la acumulación de lípidos, tanto intracelularmente (en los macrófagos y en las células musculares lisas) como extracelularmente.
9. Las placas de ateroma pueden permanecer estables, con una densa capa fibrosa y un componente inflamatorio y lipídico poco importante. Estas placas, aunque pueden reducir de forma considerable la luz del vaso, generalmente no producen una lesión aguda.
10. Una placa puede devenir inestable (con tendencia a la ruptura) si presenta una capa fibrosa fina, un gran núcleo lipídico y un proceso inflamatorio importante. La ruptura de la placa puede generar un trombo.

### Daño crónico del endotelio
Las dos causas principales de disfunción endotelial son la hipercolesterolemia y las perturbaciones hemodinámicas.[cita requerida]
- Perturbaciones hemodinámicas. Una observación frecuente es que las placas de ateroma se acumulan en los orificios de entrada de los vasos (ostia), en las zonas de ramificación y en la pared posterior de la aorta abdominal, sitios donde se observa un flujo sanguíneo turbulento. [cita requerida]

- Hipercolesterolemia. Los lípidos se transportan en la sangre asociados a apoproteínas formando complejos lipoproteicos llamados lipoproteínas.  Alteraciones comunes en las lipoproteínas son: aumento en los niveles de colesterol-LDL, disminución en los niveles de colesterol-HDL o aumento en los niveles de lipoproteína(a). La  hipercolesterolemia puede inducir disfunción endotelial, al aumentar la producción local de especies reactivas de oxígeno (ERO); los radicales libres del oxígeno pueden dañar los tejidos y acelerar la desaparición del óxido nítrico. En la hiperlipidemia crónica, las liproteínas se acumulan dentro de la íntima. Estos lípidos se oxidan por efecto de los ERO generados por los macrófagos o las células endoteliales. Los LDL oxidados se acumulan en los fagocitos, que pasan a denominarse "células espumosas". Los LDL oxidados, además, estimulan la liberación de factores de crecimiento, citoquinas y quimioquinas por las células endoteliales, que reclutan más monocitos a la lesión. Finalmente, los LDL oxidados son tóxicos para las células endoteliales y células musculares lisas, y pueden inducir su funcionamiento anormal.[cita requerida]

### Proliferación de las células musculares lisas
La proliferación de las células musculares lisas y la deposición de una matriz extracelular por parte de éstas convierte una línea de grasa (la lesión inicial) en un ateroma maduro, lo que contribuye a la progresión de la enfermedad. Las células musculares lisas pueden provenir de la capa media de la arteria, pero también de precursores circulantes, con una capacidad de proliferación y de síntesis diferente. factores de crecimiento implicados en la proliferación de las células musculares lisas y la síntesis de la matriz extracelular incluyen PDGF (liberado por las células endoteliales, los macrófagos y las células musculares lisas), FGF y TGF-α. Las células musculares lisas reclutadas secretan sobre todo colágeno, que estabiliza la placa. Sin embargo, las células inflamatorias activadas de los ateromas pueden inducir la apoptosis de las células musculares lisas (liberándose así el calcio acumulado en su interior, favoreciendo la calcificación de la placa) y aumentar el catabolismo de la matriz extracelular, lo que aumentaría la inestabilidad de la placa.[cita requerida]

## Enfermedades ateroescleróticas
La ateroesclerosis se caracterizan por afectación de las arterias por placas de ateroma y en consecuencia obstrucción al flujo sanguíneo o isquemia. Dependiendo del órgano afectado se distinguen diferentes patologías:
- Cardiopatía isquémica, con su máximo representante el infarto agudo de miocardio, en el corazón.
- Accidente vascular cerebral, en forma de ictus o trombosis cerebral o hemorragia cerebral, en el sistema nervioso central.
- Claudicación intermitente, con su máxima gravedad de isquemia arterial aguda de miembros inferiores.
- Disfunción eréctil: Es la principal causa de impotencia en personas mayores de 40 años.
- Colitis isquémica, es un área de inflamación (irritación e hinchazón) causada por interferencia con el flujo sanguíneo al colon (intestino grueso), en las arterias de los intestinos.
- Aneurisma de aorta, con su máxima gravedad en la disección de aorta.

## Tratamiento
Los objetivos del tratamiento pueden resumirse 
en mejorar los síntomas, disminuir los factores de riesgo para retrasar la evolución de la enfermedad, prevenir las enfermedades relacionadas con la aterosclerosis, ensanchar las arterias  obstruidas por la placa mediante diferentes procedimientos médicos y evitar la aparición de coagulos.
Las medidas preventivas para evitar la ateroesclerosis incluyen hábitos de vida saludables, entre ellos dejar de fumar, realizar ejercicio físico, evitar el sobrepeso y realizar una dieta adecuada baja en grasas saturadas. Puede distinguirse una prevención primaria, secundaria y terciaria.
- Prevención primaria: se define como aquella serie de medidas encaminadas a retardar o evitar la aparición de ateroesclerosis. Para ello se debe promover estilos de vida saludables como una dieta mediterránea, disminuir el consumo de sal, aumentar la actividad física y evitar el consumo de tabaco. Un artículo de 2024 revisó el potencial terapéutico de los compuestos bioactivos presentes en extractos de plantas de algunos componentes de la dieta mediterránea. El estudio destacó el papel beneficioso que estas sustancias podrían desempeñar en la promoción de la salud cardiovascular y en la prevención de la aterosclerosis.[16]
- Prevención secundaria: Consiste en detectar y aplicar tratamiento a las enfermedades en estados muy tempranos.[17] En el caso de la ateroesclerosis se administran fármacos y se promueve un estilo de vida saludable. Entre los medicamentos utilizados se encuentran aquellos que mejoran los factores de riesgo:[18]
  - Medicamentos que disminuyen los niveles de colesterol y triglicéridos, entre los que se encuentran los siguientes: estatinas: moléculas que inhiben la HMG-CoA reductasa, y por tanto la síntesis de colesterol endógeno,[19] gemfibrozil y ácido nicotínico que es son hipolipemiantes que disminuye sobre todo los triglicéridos, ezetimiba que inhibe la absorción intestinal de colesterol,  orlistat que es un inhibidor de las lipasas e inhibe la absorción intestinal de las grasas.
  - Tratamiento de la hipertensión arterial. Se basa en el uso de medicamentos que disminuyen la presión arterial, entre ellos los inhibidores de la enzima convertidora de angiotensina y los antagonistas de los receptores de angiotensina II.
- Prevención terciaria: Consiste en tratar una enfermedad ya establecida para evitar complicaciones mayores. Por ejemplo, si se ha producido un accidente vascular cerebral como consecuencia de la ateroesclerosis, la prevención terciaria consiste en realizar un tratamiento con antiagregantes plaquetarios como la aspirina para intentar evitar la aparición de nuevos episodios.[20]

### Procedimientos quirúrgicos
Tienen por objeto dilatar las arterias obstruidas para restablecer el flujo sanguíneo. Entre ellos la intervención coronaria percutanea para colocar un stent en una de las arterias coronarias. En la cirugía de revascularización miocárdica o bypass se utilizan arterias normales de la pared torácica o venas de las piernas para crear una vía alternativa que permita el flujo de sangre en áreas críticas del corazón. La cirugía de revascularización o bypass también sirve para tratar arterias dañadas u obstruidas de otras partes del cuerpo. Asimismo se pueden colocar stents en otras arterias del organismo, entre ellas la arteria carótida y la arteria renal.